# (10355) Kojiroharada
(10355) Kojiroharada est un astéroïde de la ceinture principale.

## Description
(10355) Kojiroharada est un astéroïde de la ceinture principale. Il fut découvert le 15 mars 1993 à Kitami par Kin Endate et Kazuro Watanabe. Il présente une orbite caractérisée par un demi-grand axe de 2,29 UA, une excentricité de 0,05 et une inclinaison de 7,2° par rapport à l'écliptique.

## Compléments